# Alopoglossus
Alopoglossus är ett släkte av ödlor. Alopoglossus ingår i familjen Alopoglossidae.
Arterna har i genomsnitt en vikt av 2,7 g. Förmågan att tappa svansen är inte bra utvecklad. Exemplaren förekommer i Sydamerika och de gömmer sig ofta i lövskiktet. Alopoglossus festae får snabb en förhöjd kroppstemperatur när en människa håller djuren i handen. Hannar är vanligen inte aggressiva mot varandra. Honor tar ibland skydd i myrstackar. Kroppslängden utan svans är 33 till 60 mm och vikten varierar mellan 0,7 och 3,9 g.
Arter enligt Catalogue of Life:
- Alopoglossus andeanus
- Alopoglossus angulatus
- Alopoglossus atriventris
- Alopoglossus buckleyi
- Alopoglossus festae
- Alopoglossus lehmanni

IUCN listar Alopoglossus lehmanni som akut hotad (CR) och alla andra som livskraftiga (LC).

## Bildgalleri

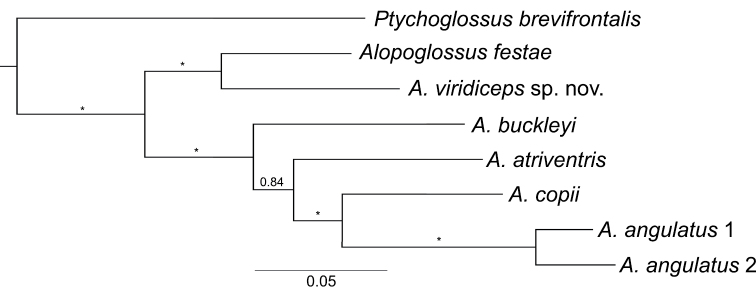
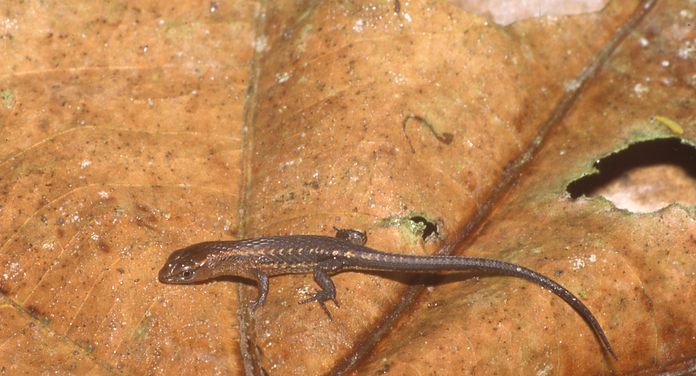
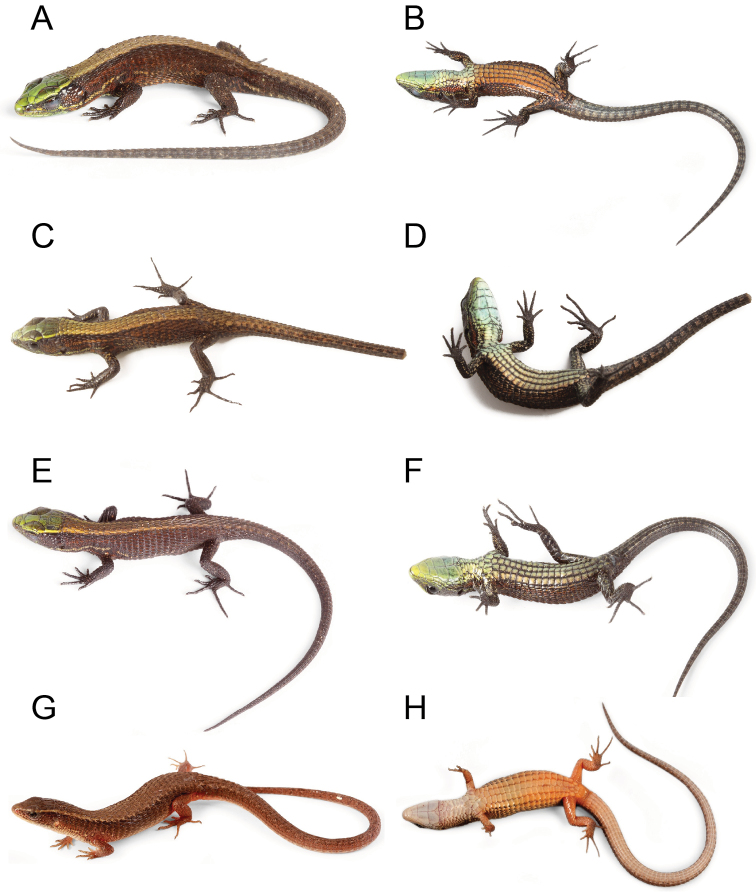
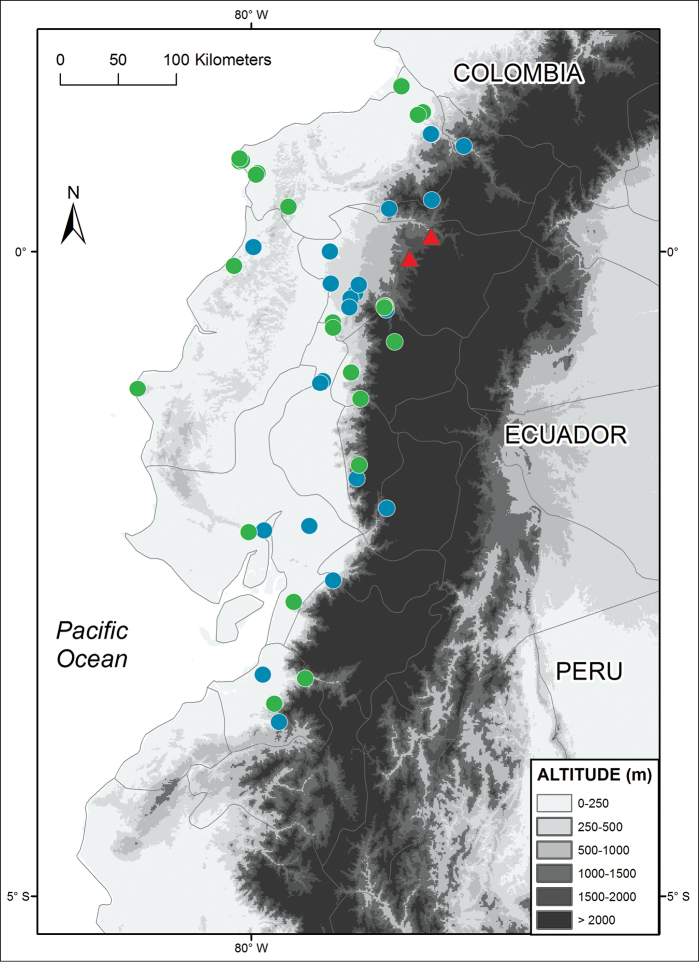
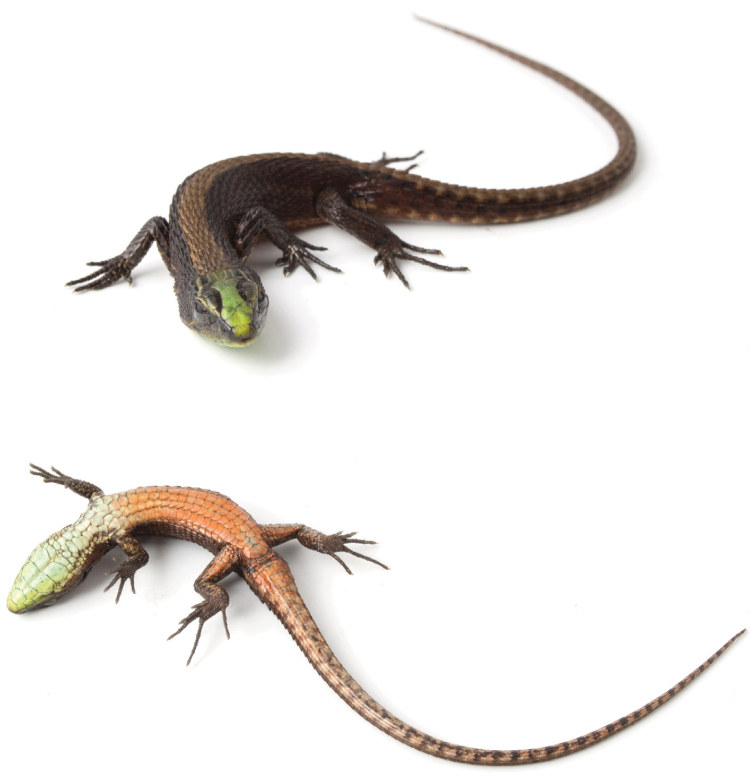
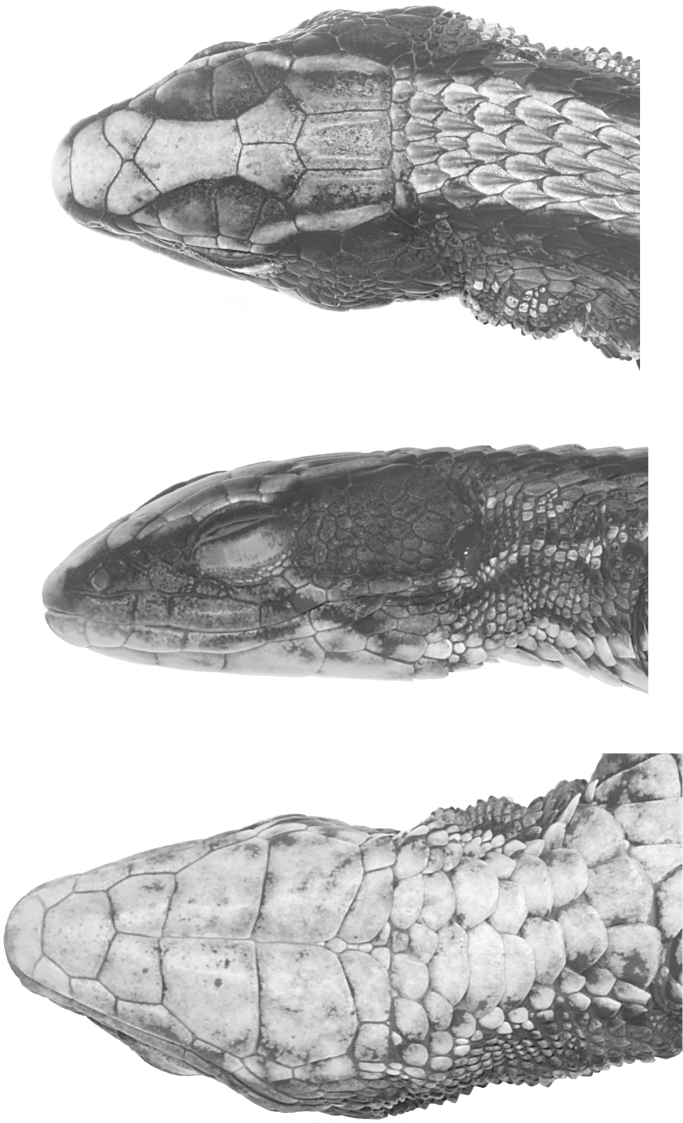